# Automecanica Moreni

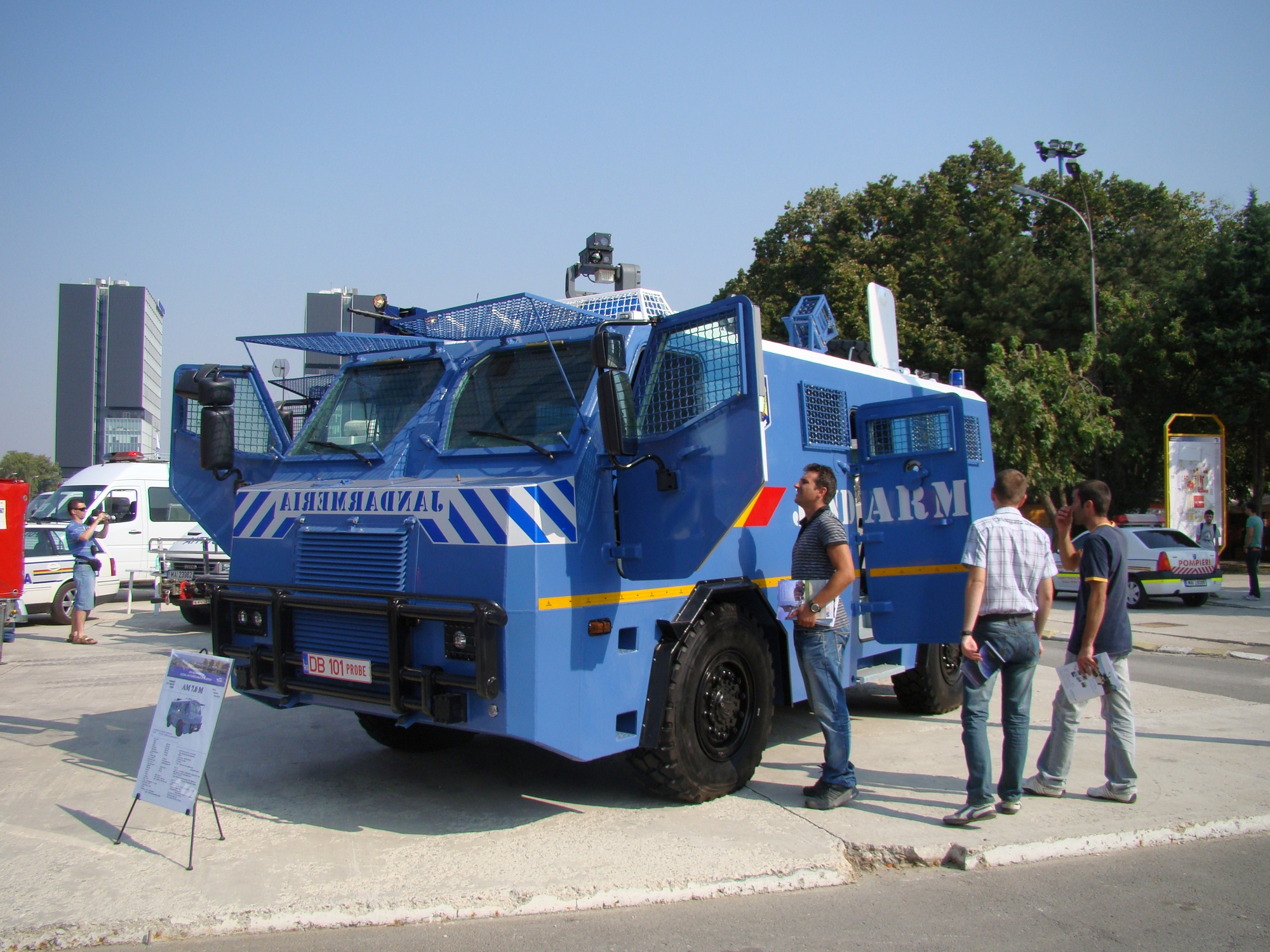
Ein AM 7.0 M auf der Expomil 2011

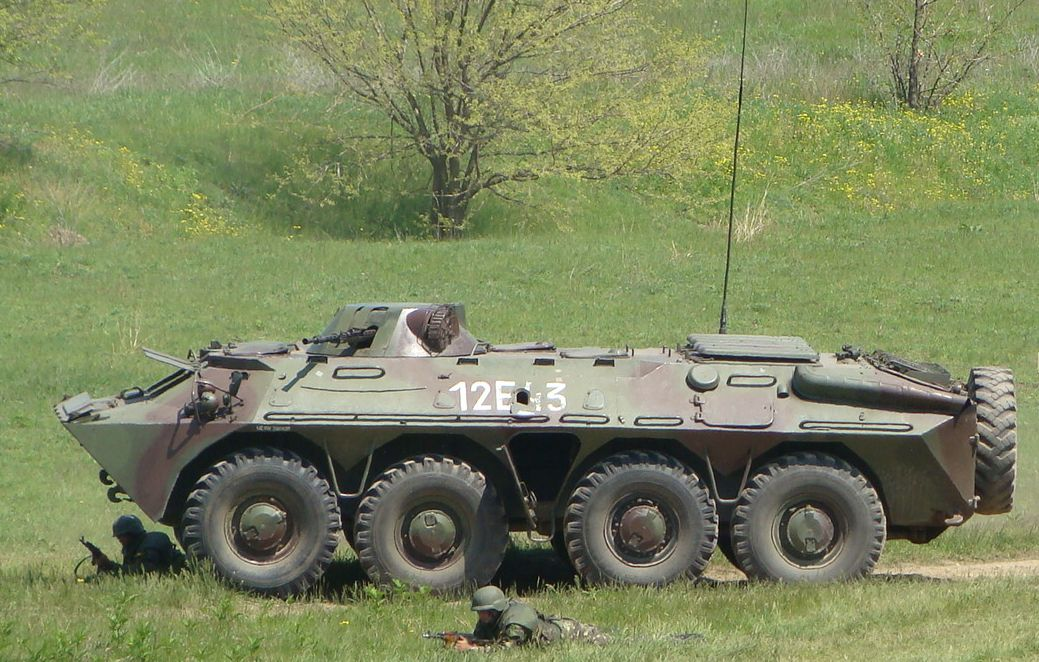
Ein TAB-77

Die Automechanica Moreni (rumänisch Uzina Automecanica Moreni) ist ein rumänisches Rüstungsunternehmen mit Sitz in Moreni, das vorrangig militärische Radfahrzeuge herstellt. Es firmiert unter dem Dach des staatlichen Rüstungskonzern ROMARM.

## Unternehmensgeschichte
Das Unternehmen wurde im Jahr 1968 gegründet und produzierte vierrädrige 4×4-, 6×6- und 8×8-Radpanzer vornehmlich für die rumänischen Streitkräfte. Anfangs erfolgte die Lizenzfertigung sowjetischer Modelle, wie der BTR-60, für den im Jahr 1970 die Produktionserlaubnis erreicht werden konnte, woraus der rumänische TAB-71 hervorging. In der jüngeren Unternehmensphase erfolgte die Entwicklung eigener Entwürfe. Nach dem Zerfall des Kommunismus in Rumänien geriet das Unternehmen in ökonomische Schwierigkeiten, die Produktionszahlen sanken drastisch, sowie auch die Zahl der Arbeitnehmer. Seit 2001 gehört Automecanica Moreni zu ROMARM. Laut Unternehmensangaben wurden seit der Firmengründung etwa 15.000 Fahrzeuge hergestellt, derzeit ist Automecanica Moreni der einzige Militärfahrzeughersteller Rumäniens.

## Produzierte Fahrzeuge
- ABI 100
- AM 7.0 M
- TAB-71
- TAB-77
- Saur 1
- Saur 2
- Saur 3
- B33 Zimbru